# 暴走の季節
『暴走の季節』（ぼうそうのきせつ）は、1976年7月1日に東映で公開された日本映画。カラー、86分。岩城滉一の暴走族シリーズ第3弾。

## 概要
シリーズ第3弾。
この作品の併映は同じクールスのメンバーである、舘ひろしらが出演している『暴力教室』である。
今作は全4作の暴走族シリーズの内、岩城滉一演じる主人公がカワサキ・750RSに乗る場面がない唯一の作品である。主人公は主にヤマハ・DT乗っており、作中ではスズキ・GT750とチョッパー仕様のハーレー・ダビッドソンに乗る場面がある。

## キャスト
- 水上一郎（マリンクラブリーダー）：岩城滉一
- 島津夢子（ブルジョアの女王蜂）：中島ゆたか
- 南（ブルジョアの年長者）：志垣太郎
- アキ（島津家の家政婦）：渡辺やよい

〈マリンクラブの仲間〉
- ペロ新（アフロ）：町田政則
- 達也（矢印モヒカン）：貝ノ瀬一夫
- サブ（黄色）：豊岡晋
- ショージ（大五郎カット・ガソリン盗難）：大蔵晶
- 新一（半坊主）：よぎ英一
- ゴム（自転車・年少）：ゴム高津

〈ブルジョアグループ〉
- レフトの信（副リーダー）：清水健太郎
- 真弓（輪姦される女）：金井佐弓
- 正彦（真弓の男）：時本和也

〈その他〉
- 源さん（マリンクラブマネージャー）：中田博久
- 婦人警官（取り締まり）：宗田千恵子

## スタッフ
- 監督：石井輝男
- 脚本：石井輝男
- 企画：矢部恒
- 撮影：出先哲也
- 美術：藤田博
- 音楽：鏑木創
- 録音：広上益弘
- 照明：梅谷茂
- 編集：祖田富美夫
- 助監督：森光正

## 映像ソフト
- 2010年3月より東映ビデオからDVDが発売された。